# Carlos Franganillo
Carlos Franganillo Hernández (Oviedo, España, 31 de octubre de 1980) es un periodista y presentador de televisión español.

## Trayectoria profesional
Realizó su formación inicial en el Colegio Internacional Meres de Siero (Asturias) (1983-1998) y continuó sus estudios universitarios en Madrid donde se licenció en Comunicación audiovisual por la Universidad Nebrija (1998-2002) y en Periodismo por la Universidad CEU San Pablo (2002-2004). 
Se inició en el periodismo en el diario La Nueva España de su tierra natal, en prácticas, en 2003.
Posteriormente, en febrero de 2005 empezó a trabajar en RNE Oviedo hasta febrero de 2007, donde fue editor de boletines y editor y presentador de un programa de entretenimiento.
En 2007 se incorporó al departamento de prensa de la Fundación Príncipe de Asturias. 
En marzo de 2008 ingresó por oposición en RTVE, incorporándose en primer lugar a la redacción de Los desayunos de TVE y posteriormente, desde septiembre de 2008 hasta diciembre de 2010, al Área de Internacional de Informativos de Televisión Española. En septiembre de 2008 fue enviado especial durante la gira por Oriente Próximo del ministro de Asuntos Exteriores de España, Miguel Ángel Moratinos; en diciembre de 2008 viajó a Turquía para cubrir la crisis política y el bloqueo de aeropuertos; en septiembre de 2009 cubrió las elecciones federales de Alemania y en noviembre del mismo año estuvo en el mismo país cubriendo el 20.⁰ aniversario de la caída del Muro de Berlín; en febrero de 2010 estuvo en Grecia cubriendo la crisis económica que azotaba al país; en julio de 2010 cubrió la tragedia de Love Parade en Duisburgo (Alemania) y en octubre de 2010 cubrió el rescate de la mina San José.
El 1 de enero de 2011 fue nombrado corresponsal de Informativos de Televisión Española en Moscú, cubriendo las informaciones de Rusia y de los países que pertenecían a la Unión Soviética. Durante los tres años que permaneció en la corresponsalía, cubrió las protestas en Kiev (2013-2014), la caída del gobierno de Víktor Yanukóvich, la ocupación y anexión de Crimea y el levantamiento armado en las regiones del Este (Donetsk y Lugansk). También fue enviado especial a Kazajistán, Kirguizistán, Japón (terremoto y tsunami de 2011) y Noruega (matanza en Oslo en 2011). También realizó coberturas y reportajes en Chechenia, San Petersburgo, Krasnodar y otras regiones de Rusia.
Desde el 1 de julio de 2014 hasta el 31 de julio de 2018 ocupa la corresponsalía de TVE en Washington D. C., cubriendo las informaciones de Estados Unidos y del resto de países de Norteamérica. Desde dicho puesto cubre la actualidad política y la campaña de las elecciones presidenciales de Estados Unidos de 2016.

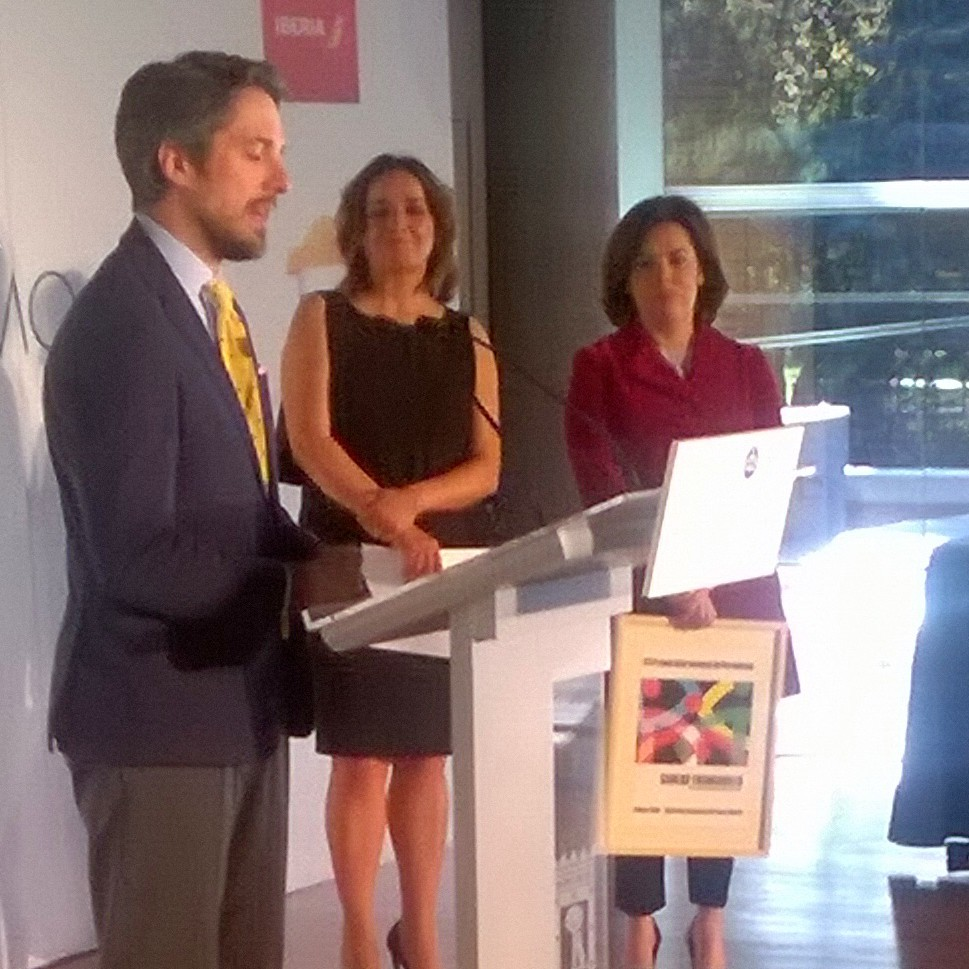
Carlos Franganillo recibe el Premio del Club Internacional de la Prensa 2016.

En septiembre de 2018 regresa a España para presentar la segunda edición del Telediario de TVE hasta el 16 de noviembre de 2023.
El 12 de diciembre de 2023 abandona RTVE y se anuncia su fichaje por Mediaset España para presentar y dirigir desde enero de 2024, la edición de prime time de la nueva etapa de Informativos Telecinco y dirigir los servicios informativos de la cadenatras la jubilación de Pedro Piqueras.El 14 de diciembre de 2023 conoce de la mano de Piqueras la redacción de Informativos Telecinco.Tras la presentación de la nueva etapa ante los medios, el 15 de enero de 2024 Franganillo debuta en la edición de prime time, coincidiendo además con el estreno del nuevo plató de dichos informativos.

## Vida privada
Su padre, Carlos, era aparejador y su madre, Eloísa, funcionaria de la Seguridad Social. Carlos es el mayor de tres hermanos. Su hermano Nacho (1983) es consultor de transformación digital e innovación y Manuel, su otro hermano (2/11/1989), es encargado de ventas de una startup.
Está casado con Ana Ortega, jefa de la Unidad de Innovación del Grupo ONCE y tienen cuatro hijos.

## Premios
| Año                                                                                                | Categoría                                                                         | Resultado                                                         |
| Premio Salvador de Madariaga (Asociación de Periodistas Europeos)                                  | Premio Salvador de Madariaga (Asociación de Periodistas Europeos)                 | Premio Salvador de Madariaga (Asociación de Periodistas Europeos) |
| -------------------------------------------------------------------------------------------------- | --------------------------------------------------------------------------------- | ----------------------------------------------------------------- |
| 2014                                                                                               | Televisión                                                                        | Ganador                                                           |
| Festival de Nueva York                                                                             |                                                                                   |                                                                   |
| 2014                                                                                               | Medalla de Oro por el reportaje "Los hijos de la Guerra Atómica"                  | Ganador                                                           |
| Premios Iris (Academia de Televisión y de las Ciencias y Artes del Audiovisual de España)          |                                                                                   |                                                                   |
| 2013                                                                                               | Mejor Reportero                                                                   | Finalista                                                         |
| 2014                                                                                               | Mejor Reportero                                                                   | Finalista                                                         |
| 2019                                                                                               | Mejor Presentador/a de Informativos                                               | Ganador                                                           |
| 2020                                                                                               | Mejor Presentador/a de Informativos                                               | Nominado                                                          |
| 2021                                                                                               | Mejor Presentador/a de Informativos                                               | Nominado                                                          |
| 2022                                                                                               | Mejor Presentador/a de Informativos                                               | Ganador                                                           |
| 2024                                                                                               | Mejor Presentador/a de Informativos                                               | Ganador                                                           |
| Club Internacional de Prensa (Asociación de Periodistas Europeos)                                  |                                                                                   |                                                                   |
| 2016                                                                                               | Mejor Corresponsal Español                                                        | Ganador                                                           |
| Premios Ondas (Prisa)                                                                              |                                                                                   |                                                                   |
| 2019                                                                                               | Premio Ondas Nacional de Televisión: Mejor Presentador                            | Ganador                                                           |
| Fundación Universitaria San Pablo CEU                                                              |                                                                                   |                                                                   |
| 2020                                                                                               | Alumni Senior                                                                     | Ganador                                                           |
| Premio José Manuel Porquet de Periodismo (Congreso de Periodismo de Huesca)                        |                                                                                   |                                                                   |
| 2022                                                                                               | 2022                                                                              | Ganador                                                           |
| Premio de Periodismo Ciudad de Málaga (Ayuntamiento de Málaga y Asociación de la Prensa de Málaga) |                                                                                   |                                                                   |
| 2023                                                                                               | Trayectoria profesional                                                           | Ganador                                                           |
| Premios Solidarios Grupo Social ONCE Asturias                                                      |                                                                                   |                                                                   |
| 2023                                                                                               | Programa, Artículo o Proyecto de Comunicación                                     | Ganador                                                           |
| Premio Francisco Cerecedo (Asociación de Periodistas Europeos)                                     |                                                                                   |                                                                   |
| 2024                                                                                               | 2024                                                                              | Ganador                                                           |
| Festival del Cante de las Minas                                                                    |                                                                                   |                                                                   |
| 2024                                                                                               | Castillete de Oro                                                                 | Ganador                                                           |
| FesTVal                                                                                            |                                                                                   |                                                                   |
| 2024                                                                                               | Premio Joan Ramón Mainat                                                          | Ganador                                                           |
| Antena de Oro (Federación de Asociaciones de Radio y Televisión de España)                         |                                                                                   |                                                                   |
| 2024                                                                                               | Antena de Oro de Televisión                                                       | Ganador                                                           |
| 2024                                                                                               | Premio Iris 2024 Mejor Presentador/a de Informativos (Academia de la Televisión ) | Ganador                                                           |